# バディ・マシューズ
バディ・マシューズ（Buddy Matthews、1988年9月26日 - ）は、オーストラリアの男性プロレスラー。ビクトリア州メルボルン出身。AEW所属。
旧リングネームにマット・シルバ（Matt Silva）がある。本名はマシュー・アダムス（Matthew Adams）。

## 来歴

### インディー団体
2007年、ビクトリア州を拠点とする団体であるPCW（Professional Championship Wrestling）にて本名名義でプロレスラーデビューを果たす。同年よりジャッコ・ランタンとアルファメールズ（Alpha Males）なるタッグチームを結成してPWA（Professional Wrestling Alliance）、SFW（Slam Factory Wrestling）などに参戦するが2010年にタッグを解散すると団体の枠を超えて抗争を展開。
2012年1月28日、MCW（Melbourne City Wrestling）にてMCWヘビー級王座を保持し、ZERO1やNOAHなどの日本の団体に参戦した経験のあるスレックスに挑戦して勝利し、ベルトを奪取した。2月24日には防衛戦としてスレックスと再戦するも返り討ちにして王座を防衛した。4月21日の防衛戦ではサンジェイ・ダットと対戦するが防衛に成功している。

### WWE

#### NXT
2013年3月17日、WWEとディベロップメント契約を交わし入団。傘下団体であるNXTにてバディ・マーフィー（Buddy Murphy）のリングネームでトレーニングを開始。11月23日、NXT Liveにてソーヤー・フルトン & トロイ・マクレインと組んでアンジェロ・ドーキンス & コリン・キャサディ & ウェスリー・ブレイクとの6wayマッチでデビューするも敗戦した。
2014年4月24日、NXTにてイライアス・サムソンと組んでジ・アセンション（コナー & ビクター）とタッグマッチを行うも秒殺負けを喫した。6月よりウェスリー・ブレイクとチーム・チック（Team Thick）なるタッグチームを結成して活動するようになり、8月14日にはNXTタッグ王座挑戦権争奪トーナメントに出場し、一回戦にシン・カラ & カリストと対戦するが敗戦となった。
2015年1月21日、ボードビラインズ（エイデン・イングリッシュ & サイモン・ゴッチ）と対戦して勝利し、同月28日にNXTタッグ王座を保持するルチャドラゴンズ（カリスト & シン・カラ）に挑戦。試合終盤にブレイクがカリストのフィニッシャーであるサリーダ・デル・ソルを喰らったものの、すかさずフォールをして勝利し、ベルトを奪取した。2月13日、リングネームをマーフィー（Murphy）へとマイナーチェンジし、タッグネームをダブステップ・カウボーイズ（Dubstep Cowboys）へと変更。5月20日、Takeover Unstoppableにてエンツォ・アモーレ & コリン・キャサディ with カーメラとNXT王座戦を行い、終盤にピンチになったところをディーヴァのアレクサ・ブリスが介入してアモーレをポスト上から落としたところをフォールして勝利。これをきっかけにアレクサはマネージャーとして帯同する事になる。8月22日、Takeover BrooklynにてボードビラインズとNXT王座戦を行う。ボードビラインズはNXTにて対戦する度にアレクサから妨害を受けていた対策としてディーヴァであるブルーパンツをマネージャーに従えて試合に挑戦。試合終盤にアレクサの挑発をして勝利のチャンスを得るがブルーパンツの介入に遭い敗戦。ベルトを奪取された。
2016年7月6日、ハイプ・ブロズ（ザック・ライダー & モジョ・ローリー）との対戦で、試合開始直後ながらブレイクにタッチしたことで口論へと展開。相手のローリーが割って入る事態になったところ、バックステージよりライノが乱入され無効試合となった。この試合以降、ブレイクとはタッグを組む事がなくなり、リングネームをバディ・マーフィーへと戻す。10月12日、ブレイクと遺恨戦を行う。しかし、試合途中にサモア・ジョーの乱入に遭い決着が尽かずに終了した。

#### WWE
2018年2月13日、WWE 205 LiveにてWWEクルーザー級王座争奪トーナメントへの出場が予告をされる。2月20日、205 LiveにてWWEクルーザー級王座争奪トーナメント1回戦でデビュー戦を行い、アリーヤ・デバリと対戦。終盤にデバリからスーパーキックからハンマーロック・ラリアットを喰らい窮地に陥るがカウント2で返し、打撃技のコンビネーションから最後にパンプハンドル・デスバレードライバーを決めて勝利した。3月6日、WWEクルーザー級王座争奪トーナメント2回戦でムスタファ・アリと対戦。序盤より左腕を集中とした攻撃を受けた事によりダメージを蓄積。終盤に打撃戦を制してパンプハンドル・デスバレードライバーの体勢に入るも左腕に力が入らずバックスライドに移行するも切り返され、クルシフィックスでフォールを取られ敗戦した。10月6日、地元であるビクトリア州メルボルンに所在するメルボルン・クリケット・グラウンドで開催されたSuper Show-DownにてWWEクルーザー級王座を保持するセドリック・アレクサンダーに挑戦。終盤にスパニッシュ・フライ、ランバー・チェックと立て続けに大技を喰らうがこれを耐え、最後は場外よりトップロープから飛んだアレクサンダーにカウンターのニー・リフトからマーフィーズ・ロウを決めて勝利。ベルトを奪取した。

#### 新日本プロレス
2021年11月13日、サンノゼ大会にて、オカダ・カズチカと対戦。レインメーカーにより、3カウントに沈む。

## その他
私生活では、WWEスーパースターのリア・リプリーと婚約した。

## 得意技

### フィニッシュ・ホールド
マーフィーズ・ロウ
前屈みになった相手の左手を相手の股下から左手で掴み、自身の右腕を相手の右脇下から後頭部に通す。その後自身の頭上までファイヤーマンズキャリーの体勢に担ぎ上げる。そして素早く回転し、デスバレードライバーに移行する。205 Live出場時よりフィニッシャーとして使用。
シルバ・スタープレス
スタンディング・シューティング・スタープレス
シルバ・ショック
パンプハンドル・ネックブリーカー
ライツ・アウト
変型ジャーマンスープレックス

### 打撃技
エルボー
バック・スピン・エルボー
エルボー・スタンプ
ナックルパンチ
バック・ハンド・チョップ
クローズライン
各種ニーリフト
通常のニーリフト、ランニング・ニーストライク、ジャンピング・ハイニーなど使い分ける。
バイシクル・ニー
助走をつけて二段蹴りのモーションで軽く宙に舞上がり、振り上げた右膝で相手の顔面や顎、胸板を下から突き上げるような膝蹴りを叩き込む。
変型膝蹴り
飯伏幸太が使用するカミゴェと同じ技。2019年頃から使用。
相手がマットに片膝をついた状態で相手の両手首を掴み、腕を引くと同時に膝を顔面に突き刺す技。
ドロップキック
延髄斬り
ローリングソバット
スーパーキック
ダイビング・ダブルニースタンプ
座りこんだ相手の両肩に向けてトップロープからダイビングダブルニードロップを放つ技。
シルバ・ブレット

### 投げ技
ランニング・スープレックス
通常盤、場外で使用する事も有る。
スパープレックス
パワーボム
3連発で放つバージョン、投げ捨て式も使用。
シットダウン・ジャンピング・パワーボム
ジャーマンスープレックス
スクープパスラム

### 飛び技
トペ・スイシーダ
トペ・コン・ヒーロ
ミサイルキック

## タイトル歴

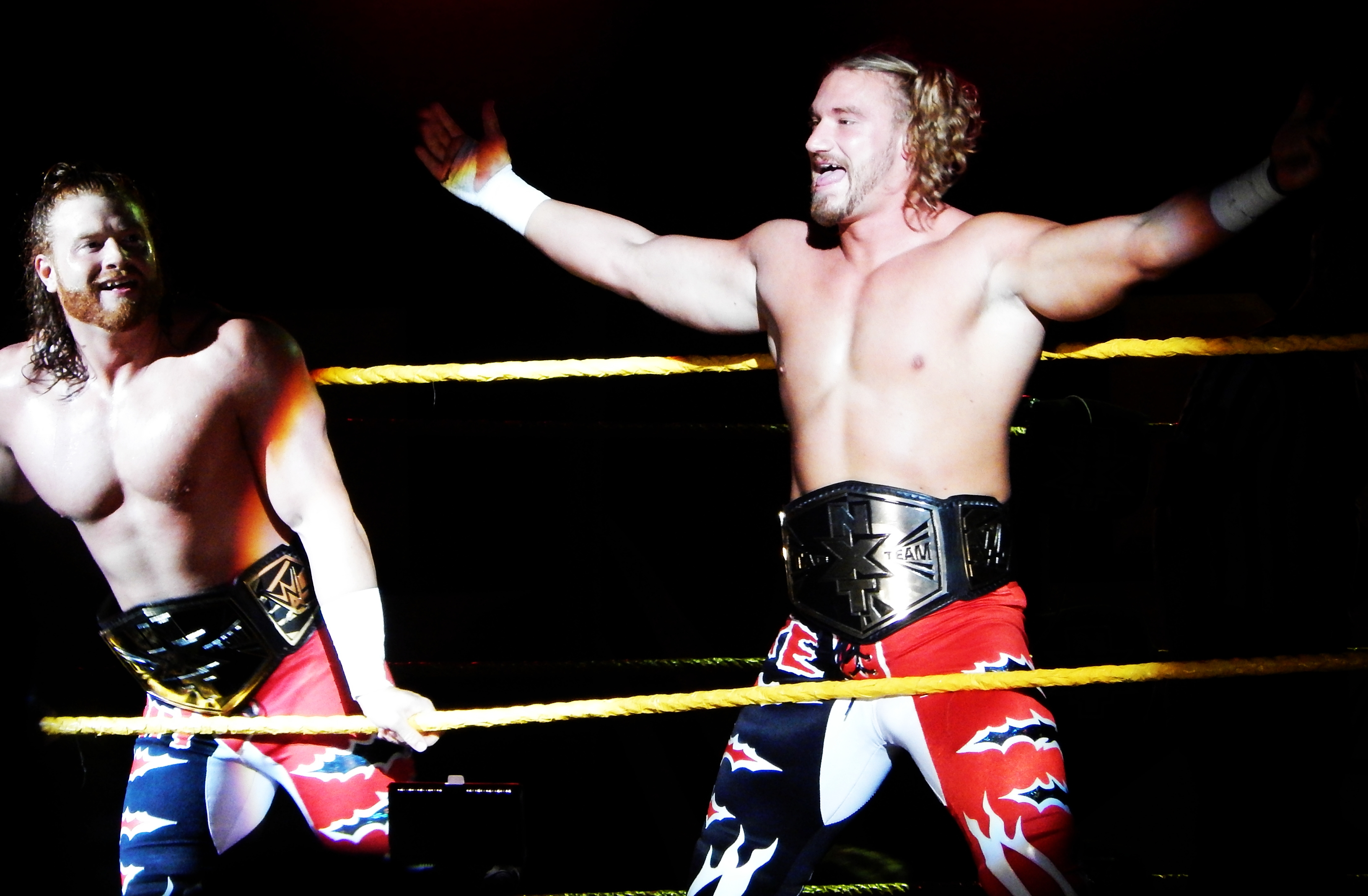
NXTタッグ王座

WWE
- WWEクルーザー級王座 : 1回
- ロウタッグ王座 : 1回

w / セス・ロリンズ
- NXTタッグ王座 : 1回

w / ウェスリー・ブレイク
MCW
- MCWヘビー級王座 : 1回

PCW
- PCWステート王座 : 1回

## 入場曲
- "Robot Rock" - Daft Punk
- "Action Packed" - Kosinus
- "Stay Now" - All Good Things
- "Opposite Ends of the World" - CFO$